# Paul Okalik
Paul Okalik es un político canadiense, primer primer ministro del territorio autónomo de Nunavut, en Canadá, entre 1999 y 2008. Fue la primera persona en ocupar ese cargo.
Okalik nació el 26 de mayo de 1964 en Pangnirtung. A principios de la década de 1980, fue el principal representante de la Federación de Nunavut, una asociación política que exigía la autonomía de Nunavut, autonomía que fue finalmente firmada en 1993.

## Vida
Licenciado en Bellas Artes y Ciencias Políticas por la Universidad de Carleton, en Ottawa, y en Derecho por la Universidad de Ottawa, Okalik fue el primer abogado esquimal en la historia de Nunavut. Su sueño era "ayudar a estas personas en sus tratos con el sistema judicial canadiense".

## Vida política
El 15 de febrero de 1999 Okalik resultó elegido representante de la zona de Iqaluit oeste en la primera Asamblea Legislativa de Nunavut. El 5 de marzo de ese mismo año, Okalik fue elegido como primer ministro de la región. 
En las elecciones generales de 2004, Okalik fue reelegido en el cargo frente a Tagak Curley, lo que convirtió a Okalik en el primer primer ministro regional en la historia de Canadá en cumplir dos mandatos consecutivos. En 2007, Okalik era ya el primer ministro regional más antiguo de todo el país.
En junio de 2007 Okalik sufrió fuertes críticas al insultar duramente a Lynda Gunn, directora de la Asociación de Municipios local. El 14 de noviembre de 2008, Okalik fue derrotado por Eva Aariak.
Okalik tiene tres hijos, Shasta, Jordan y Béatrice.